# Je m'éclate au Sénégal
Singles de Martin Circus
Dis-moi
(1971) Je danse comme un pingouin
(1971)
Je m'éclate au Sénégal est une chanson du groupe Martin Circus, écrite par Bob Brault et Gérard Pisani, parue sur l'album Acte II et en single en 1971. 

## Historique
Il s'agit du titre qui a véritablement lancé la carrière du groupe, puisque le single de Je m'éclate au Sénégal s'est vendu à plus de 300 000 exemplaires.